# Włodzimierz Moch
Włodzimierz Moch – polski uczony, filolog polonista, językoznawca.
W 1977 w Instytucie Polonistyki na Wydziale Humanistycznym Uniwersytetu Mikołaja Kopernika w Toruniu uzyskał tytuł magistra filologii polskiej za pracę Miłość w twórczości Marii Dąbrowskiej napisaną pod kierunkiem  
prof. dra hab. Artura Hutnikiewicza. W 1985 ukończył studia podyplomowe w zakresie filologii polskiej w Wyższej Szkole Pedagogicznej w Bydgoszczy. W 2002 został nauczycielem dyplomowanym. W 2007 w Instytucie Slawistyki Polskiej Akademii Nauk uzyskał stopień doktora nauk humanistycznych w zakresie językoznawstwa słowiańskiego na podstawie rozprawy Hip hop – kultura miasta. Leksyka subkultury hiphopowej w Polsce napisanej pod kierunkiem prof. dr hab. Ewy Rzetelskiej-Feleszko. W pracy tej, ogłoszonej następnie drukiem w 2008, jak pisze Justyna Krasowska, przeprowadził analizę słownictwa i elementów kompozycyjnych tekstów hip-hopowych, dochodząc do wniosku, że stanowią one gatunek pośredni pomiędzy wypowiedzią mówioną a tekstem poetyckim i są swego rodzaju rymowaną publicystyką. W 2016 wydał pracę Street art i graffiti. Litery, słowa i obrazy w przestrzeni miasta. Monografia ta stała się podstawą do wszczęcia postępowania habilitacyjnego. W latach 2007–2016 był zatrudniony w Instytucie Kulturoznawstwa Wyższej Szkoły Gospodarki w Bydgoszczy. Pracuje na Akademii im. Jakuba z Paradyża w Gorzowie Wielkopolskim.
W pracy naukowej zajmuje się przede wszystkim językiem i innymi sposobami ekspresji przedstawicieli subkultur młodzieżowych w przestrzeni wielkomiejskiej. Interesuje się zarówno leksyką młodzieży, jak i jej plastycznymi wypowiedziami, graffiti i muralami. Jako językoznawca, a zarazem krytyk literacki zajął się powieścią Doroty Masłowskiej Wojna polsko-ruska pod flagą biało-czerwoną.
Prace Włodzimierza Mocha, zwłaszcza studia na temat języka hip-hopu, są cytowane w literaturze przedmiotu, także za granicami kraju.